# Buza (Cluj)
Buza (deutsch Buzaten, ungarisch Búza (Buza zu Deutsch Lippe)) ist eine Gemeinde im Kreis Cluj in der Region Siebenbürgen in Rumänien.

## Geographische Lage

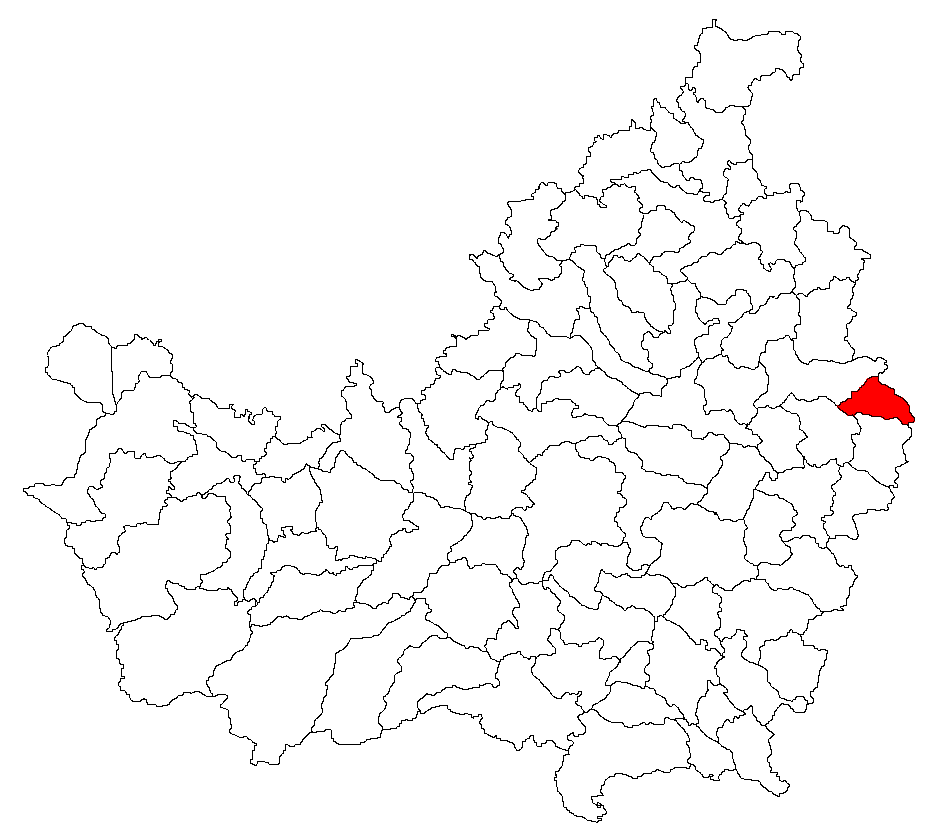
Lage der Gemeinde Buza im Kreis Cluj

Die Gemeinde Buza befindet sich im Westen des Siebenbürgischen Beckens im Osten des Kreises Cluj. Der Ort Buza befindet sich an der Kreisstraße (drum județean) DJ 161E etwa 30 Kilometer südöstlich von Gherla (Neuschloss) und etwa 70 Kilometer nordöstlich von der Kreishauptstadt Cluj-Napoca (Klausenburg). Das eingemeindete Dorf Rotunda (ungarisch Keresztesvölgy) liegt zehn Kilometer östlich vom Gemeindezentrum entfernt.

## Geschichte
Der Ort Buza wurde erstmals 1220 urkundlich erwähnt. Archäologische Funde auf dem Areal – von den Einheimischen Vrabia, Izvoare, Beg, Ursoaica genannt – des Ortes Buza, konnten nach Angaben von E. Orosz und M. Roska in die Urgeschichte datiert werden. Eine Erdenburg befindet sich nach Angaben von E. A. Bielz bei Dealul cetății (ungarisch Várhegy), diese konnte noch keinem Zeitabschnitt der Geschichte zugeordnet werden.
In der Liste historischer Denkmäler des rumänischen Kulturministeriums sind auf dem Areal des Ortes Buza (bei După Lab und Dosul Tăpăieșului), Siedlungen die bis in die Bronzezeit deuten, vermerkt.
Im Königreich Ungarn gehörte die heutige Gemeinde dem Stuhlbezirk Kékes im Komitat Szolnok-Doboka, anschließend dem historischen Kreis Someș und ab 1950 dem heutigen Kreis Cluj an.

## Bevölkerung
Die Bevölkerung der Gemeinde entwickelte sich wie folgt:
| 1850 | 1.364 | 832   | 469   | - | 63            |
| 1941 | 2.382 | 1.272 | 1.109 | - | 1             |
| 1992 | 1.506 | 796   | 693   | - | 17            |
| 2002 | 1.389 | 716   | 663   | - | 10            |
| 2011 | 1.264 | 604   | 583   | - | 77 (50 Roma)  |
| 2021 | 1.138 | 540   | 481   | 2 | 115 (86 Roma) |

Seit 1850 wurde auf dem Gebiet der heutigen Gemeinde die höchste Einwohnerzahl 1941 ermittelt. Die höchste Bevölkerungszahl der Rumänen (1327) wurde 1956, der Magyaren wurde 1941 und die der Roma (86) 2021 registriert. 1890 bekannten sich 25 Menschen als Rumäniendeutsche.

## Sehenswürdigkeiten
- Das Herrenhaus der ungarischen Adelsfamilie Bornemisza, der heutige Dorfladen,[7] im 19. Jahrhundert errichtet, steht unter Denkmalschutz.[5]